# Іцхокі Олег Євгенович
Олег Євгенович Іцхокі (нар. 7 січня 1983, Москва) — російський та американський економіст, професор Каліфорнійського університету в Лос-Анджелесі. Доктор філософії з економіки. З 2009 по 2020 рік викладав у Принстонському університеті. Перший росіянин, нагороджений медаллю Джона Бейтса Кларка (2022).

## Життєпис
У 1990—1999 pp. навчався у московській школі № 1289 з поглибленим вивченням англійської мови.
У 2003 році закінчив економічний факультет Московського державного університету, а через рік магістратуру в Російській економічній школі. У 2004 році вступив до аспірантури до Гарвардського університету, де у 2009 році під керівництвом професора Ельханана Хелпмана захистив дисертацію на тему «Міжнародна торгівля та ринки праці: безробіття, нерівність та перерозподіл» та здобув ступінь PhD in Economics.
З 2010 по 2017 рік був доцентом, а з 2017 по 2020 рік — професором у Принстонському університеті. Працював запрошеним професором у Чиказькому (2012—2013) та Стенфордському університетах (2017—2018).
З вересня 2019 — професор Каліфорнійського університету в Лос-Анджелесі.

## Наукова діяльність
Область досліджень — макроекономіка та міжнародна економіка.
Є членом редколегії журналу American Economic Review (з 2019 року). Співпрацює з Національним бюро економічних досліджень (з 2010 року) та з Центром економічних та політичних досліджень (з 2010 року) .
На квітень 2022 індекс Хірша, за версією Google Scholar, — 23, за версією Scopus — 14 .

## Експертна та громадська діяльність
В 2021 разом з групою російських економістів і політологів став одним з авторів доповіді «Застій-2» (за редакцією Кирила Рогова), в якому дослідники проаналізували стан російської економіки, її перспективи, і запропонували методи відновлення зростання.
У квітні 2022 року в спільній статті з економістом Сергієм Гурієвим виступив за ембарго на імпорт російських енергоносіїв як «найшвидший спосіб позбавити Путіна можливості фінансувати війну», оскільки «будь-який інший варіант політики, ймовірно, буде дорожчим і небезпечнішим.».

## Відзнаки
- 2014 — Журнал Finance & Development[en], що випускається Міжнародним валютним фондом, включив Олега Іцхокі до списку «25 економістів віком до 45 років, які формують наші погляди на світову економіку»[14].
- 2015 — Стипендія Слоана[15]
- 2022 — Медаль Джона Бейтса Кларка за «фундаментальний внесок як у міжнародні фінанси, так і в міжнародну торгівлю»[16].

## Родина
Дружина — Альбіна Іцхокі (Магомедова), старший дослідник відділу продуктових інновацій Netflix. Троє дітей.

## Вибрані публікації
- Currency Choice and Exchange Rate Pass-through (з Гітою Гопінат та Роберто Рігобоном), American Economic Review, 100 (1), 304—336, March 2010.
- Inequality and Unemployment in a Global Economy (з Ельхананом Хелпманом і Стівеном Реддінг), Econometrica, 78 (4), 1239—1283, July 2010.
- Importers, Exporters and Exchange Rate Disconnect (з Мэри Амити[en] та Йозефом Кеннингсом[en]), American Economic Review, 104 (7), 1942—1978, July 2014.
- Trade and Inequality: From Theory to Estimation (з Ельхананом Хелпманом, Марком-Андреасом Мундлером і Стівеном Реддінг), Review of Economic Studies, 84 (1), 357—405, January 2017.
- Exchange Rate Disconnect in General Equilibrium (з Дмитром Мухіним), Journal of Political Economy, 129 (8), 2183—2232, August 2021.
- Mussa Puzzle Redux (з Дмитром Мухіним), NBER Working Paper No. 28950, 2021.

### Інтерв'ю
- Олег Іцхокі Відкритий чемпіонат шкіл з економіки
- Профессор Принстона в 26. Интервью с самым многообещающим экономистом из России // «Русские норм!» на YouTube 24 лютого 2021
- Мобилизация — это катастрофа. Экономист Олег Ицхоки на YouTube